# Robe, mi pequeña historia
Robe, mi pequeña historia es el título de un álbum editado como Extremoduro. Este álbum se enviaba a aquel que lo quisiera comprar y lo solicitara por correo ya que no se distribuyó en tiendas. Era un doble casete o CD con 26 canciones entre ellas Pepe Botika, Extremaydura, Tu Corazón... 
En principio tenía 4 temas inéditos, de los cuales 3 se añadieron al disco Rock Transgresivo (la 2ª edición remasterizada), haciendo ver una de las múltiples cualidades de Robe, el acústico. Autorretrato, otro tema inédito hasta la fecha de aparición del disco, se grabó con la banda vasca Quattro Clavos; y posteriormente se volvió a grabar en 1998 para el disco Canciones prohibidas. 

## Lista de canciones

### Casete 1
CARAUNO
1. Extremaydura - 3:33
2. Tu corazón - 4:53
3. Pepe Botika - 4:20
4. Decidí - 2:47
5. Ama, ama y ensancha el alma - 2:36
6. De acero - 3:44
7. Te juzgaran solo por tus errores (Yo no) (Inédita) - 3:03

CARADOS
1. Deltoya - 5:41
2. Romperás - 3:55
3. Necesito drogas y amor (los camellos no me fian) - 3:30
4. Emparedado - 4:40
5. Estoy muy bien - 3:32
6. Adiós abanico, que llegó el aire (Inédita) - 3:36

### Casete 2
CARATRES
1. Jesucristo García - 4:53
2. Quemando tus recuerdos - 5:15
3. Lucha contigo (Hoy quiero ganar una batalla, sólo una pa empezar) - 4:01
4. Bribriblibli (en el más sucio rincón de mi negro corazón) - 3:17
5. Con un latido de reloj - 3:45
6. Autorretrato (¡A que te muerdo la hería!) (Inédita) (con Quattro Clavos, en español + euskera) - 7:24

CARACUATRO
1. No me calientes que me hundo - 2:53
2. La canción de los oficios - 3:44
3. Arrebato - 7:26
4. Bulerías de la sangre caliente - 3:37
5. La hoguera - 4:34
6. Estado policial - 4:10
7. Caballero andante (no me dejeis así!!!) (Inédita) - 2:35